# 웨비상
웨비상(영어: Webby Award)은 국제 디지털 예술 과학 아카데미 (IADAS)에 의해 웹사이트에게 주어지는 상이다. 1994년 월드 와이드 웹 기구에 의해 처음 실시되었으며, 1996년에 주최자가 IADAS로 변경되었다. 부문상은 총 100개 이상이 있으며 사용자가 선택하는 상도 있다.

## 같이 보기
- 스트리미 어워드